# TV Lützellinden 1904 e.V.
Le TV Lützellinden 1904 e.V. (Giessen TV Lützellinden) est un club allemand de handball féminin basé à Giessen. 
Meilleur club allemand au tournant des années 1990, le club remporte notamment la Coupe des clubs champions en 1991 puis deux Coupes des vainqueurs de coupe en 1993 et 1996.
Si le club remporte son septième titre de Champion d'Allemagne en 2001, il est relégué en 2004 en championnat régional à cause de problèmes financiers avant d'être dissous deux ans plus tard. Le TSV 2006 Lützellinden est alors créé mais ne parvient pas à rééditer les performances de son illustre prédécesseur.

## Palmarès
Compétitions internationales
- Coupe des clubs champions (1) :
  - vainqueur : 1991
  - finaliste : 1992
- Coupe des vainqueurs de coupe (2) : 
  - vainqueur : 1993 et 1996
  - finaliste : 1995
- Coupe de l'EHF : 
  - demi-finaliste en 2002
- Supercoupe d'Europe :
  - Finaliste : 1996

Compétitions nationales
- Championnat d'Allemagne (7) : 
  - vainqueur : 1988, 1989, 1990, 1993, 1997, 2000, 2001
- Coupe d'Allemagne (5) : 
  - vainqueur : 1989, 1990, 1992, 1998, 1999

## Joueuses emblématiques d'hier et d'aujourd'hui
- Kathrin Blacha : joueuse de 1992 à 1996
- Lenka Černá : joueuse de 2001 à 2003
- Véronique Démonière : joueuse de 2003 à 2004
- Narcisa Lecușanu : joueuse de 2000 à 2002
- Mateja Janes : joueuse de 2001 à 2003
- Elena Grölz : joueuse de 1985 à 1990
- Rikke Hørlykke : joueuse de 1998 à 1999
- Iva Perica : joueuse de ? à ?
- Mézuela Servier : joueuse de 1996 à 1997
- Bianca Urbanke-Rösicke : joueuse de 1993 à 1994